# Pavel Blatný (komponist)
Pavel Blatný (født 14. september 1931 i Brünn, Tjekkiet - død 21. januar 2021) var en tjekkisk komponist, pianist og dirigent.
Blatný studerede komposition, klaver og direktion på Musikkonservatoriet i Brünn hos Theodor Schaefer. Han studerede derefter komposition hos Pavel Borkovec på Musikkonservatoriet i Prag og underviste bl.a. på Janacek Academy.
Blatný har skrevet en symfoni, orkesterværker, kammermusik, korværker, koncerter for mange instrumenter etc.
Han var i sin kompositionsstil neoklassisk og var inspireret af bl.a. Igor Stravinskij, Sergej Prokofjev og Bohuslav Martinu.

## Udvalgt værk
- Symfoni (1984) - for orkester